# سامانه هشدار زمین‌لرزه

نحوه عملکرد سامانهٔ هشدار زمین‌لرزه.

سامانهٔ هشدار زمین‌لرزه سامانه‌ای برای اطلاع‌رسانی سریع زمین‌لرزه‌های بزرگ قریب‌الوقوع است. این فناوری هم‌اینک تنها فناوری دارای قابلیت پیش‌بینی زمین‌لرزه در لحظاتی پیش از وقوع آن است. افزایش جمعیت و تراکم صنایع در مناطق آسیب‌پذیر از چند دهه آخر قرن بیستم به بعد، نرخ مرگ‌ومیر و زیان‌های اقتصادی ناشی از بلایای طبیعی را افزایشی نمایی داده و اهمیت سامانه‌های هشدار زمین‌لرزه، به عنوان مهم‌ترین ابزار کاهش شدت فاجعه را بیشتر نموده‌است.
نحوه عملکرد انواع جدید سامانه به این صورت است: در هنگام وقوع زمین‌لرزه، از کانون آن چندین موج با سرعت‌های مختلف منتشر می‌شود (در هر زلزله‌ای، ۴ نوع اصلی از امواج ارتجاعی، قابل احساس بوده و قادر به ایجاد خسارت می‌باشند). امواج سریع‌تر (امواج پی) با سرعتی حدود ۷ کیلومتر بر ثانیه منتشر می‌شوند. این امواج به‌طور کلی آسیب کمی می‌رساند. امواج مخرب (موج اس) با سرعتی حدود ۴ کیلومتر بر ثانیه منتشر می‌شوند.
البته سرعت دقیق و واقعی امواج اولیه (P) و ثانویه (S)، وابسته به تراکم زمین و جنس سنگ‌های موجود در منطقه انتشار است. به عنوان مثال: در بستر گرانیتی، امواج P با سرعت ۵/۵ کیلومتر در ثانیه و امواج S با سرعت ۳ کیلومتر در ثانیه منتشر می‌شوند. در حالیکه درون آب (فرضا آب اقیانوس‌ها)، سرعت انتشار امواج P = ۵/۱ کیلومتر در ثانیه و سرعت انتشار S = صفر است.
بنابراین (در اغلب زمین‌لرزه‌ها) موج پی زودتر از موج اس قابل حس کردن است. یک حسگر، رخ دادن زمین‌لرزه را در نزدیکی مرکز آن حس می‌کند و از آنجایی که سرعت حرکت سریعترین امواج حجمی زلزله (امواج اولیه، یا امواج P) از سرعت حرکت امواج رادیویی کمتر است، بنابر این، اختلاف زمانی بین رسیدن امواج P و S، و سرعت بالای امواج رادیویی نسبت به امواج زلزله، سبب می‌شود تا هشدار مربوط به وقوع حادثه را، چند ثانیه پیش از رسیدن امواج مخربتر (S)، به ساکنین و مسئولین محلی اطلاع داده شود.
مفهوم سامانهٔ هشدار زمین‌لرزه توسط کوپر در سال ۱۸۶۸ معرفی شد اما در آن زمان امکان عملی پیاده‌سازی سامانه پیشنهادی وجود نداشت. اولین سامانه آشکارساز زمین‌لرزه در نیمه دوم دهه ۱۹۵۰ برای قطارهای شینکانسن در ژاپن پیاده‌سازی شد. با پیشرفت‌های بعدی سامانه‌هایی ساخت شد که از مفهوم امواج پی استفاده می‌کردند. زمین‌لرزه کوبه محرک تحقیقات بیشتری جهت بهبود سامانهٔ هشدار زمین‌لرزه شد. اولین سامانهٔ هشدار زمین‌لرزه برای عموم مردم در سال ۱۹۹۵ در مکزیکو سیتی پیاده‌سازی شد. پس از آن سامانه‌های هشدار متعددی در نقاط گوناگون دنیا نصب شد. سامانه‌های هشدار زمین‌لرزه در ایتالیا، رومانی و ترکیه در دست اقدام است. برخی کشورها، از جمله ایالات متحده آمریکا، هنوز در حال پژوهش بر روی سامانه‌ها و ارتقاء آن هستند.
پیرامون ایجاد سامانه هشدار زلزله در تهران، مطالعات ابتدایی انجام شده‌است. علی‌رغم خطرات زمین‌لرزه احتمالی، دولت ایران هنوز این سامانه را در تهران قرار نداده‌است. مطالعات میدانی در سال ۲۰۰۷ میلادی نشان می‌دهد که خانواده‌های تهرانی مایل هستند که ماهیانه به‌طور متوسط حدود ۳۸ دلار جهت ایجاد چنین سامانه‌ای هزینه کنند. چالش‌های متعددی در پیاده‌سازی این سامانه وجود دارد که چند نمونه مهم آن عبارتند از توسعه الگوریتم‌های بی‌درنگ برای تخمین سریع ویژگی‌های کانون زمین‌لرزه و تعیین قابلیت و میزان اعتماد به این تخمین، توزیع حسگرهای زیاد در یک منطقه جغرافیایی گسترده و پخش سریع اطلاعات مربوط به زلزله به عموم مردم، مدیران، احزاب مدنی، سیاسی، رسانه‌ای و علمی.
اگرچه سیستم‌های هشدار زلزله تنها چند ثانیه (چند ثانیه تا چند ده ثانیه بسته به فاصله از کانون زمین‌لرزه) قبل از وقوع زلزله زنگ خطر را به صدا در می‌آورند، اما در همان مدت کوتاه کارهایی نظیر قطع خطوط گاز برای جلوگیری از آتش‌سوزی، خاموش کردن ماشین آلات سنگین و توقف آسانسورها، مسیریابی دوباره جریان برق، قطع عملیات فرودگاه‌ها، هشدار به اتاق‌های عمل بیمارستان‌ها، شروع استفاده از ژنراتورهای اضطراری و بستن خطوط نفت قابل انجام است. از طرف دیگر، در مورد شهروندانی که درون ساختمان‌های غیر ایمن و غیر استاندارد هستند، این چند ثانیه ممکن است آنقدر مفید نباشد. در چنین حالاتی کاربرد اصلی سامانه حفاظت از سیستم‌های حساس و کاهش پیامدهای زمین‌لرزه می‌باشد.
البته ساخت و ایجاد «اتاق امن» در ساختمان‌های غیر استاندارد (بخصوص ساختمان‌های حداکثر ۲ یا ۳ طبقه) می‌تواند برای این دسته از شهروندان مفید باشد. این چند ثانیه مهلت، برای رفتن بداخل اتاق امن و بستن درب آن، کافی خواهد بود.
در گذشته تلاش‌هایی برای استفاده از حیوانات به عنوان «سامانه‌های هشدار زمین‌لرزه» وجود داشته، اما مطالعات محققان آمریکایی، چینی و ژاپنی تا به امروز هنوز هیچ مدرک قانع‌کننده‌ای مبنی بر قابلیت حیوانات در پیش‌بینی زلزله ارائه نکرده‌است.

## تاریخچه

زمین‌لرزه اقیانوس هند و حرکت امواج کشندی حاصل از آن. عدم وجود یک سامانه هشدار زودهنگام کارامد عامل اصلی مرگ بیش از ۲۲۰ هزار نفر بود. در حالی که وقوع زمین‌لرزه توسط یک سامانه هشدار به موقع کشف شده بود، زیر ساخت‌های لازم برای اطلاع‌رسانی فوری به مردم ساحلی وجود نداشت.

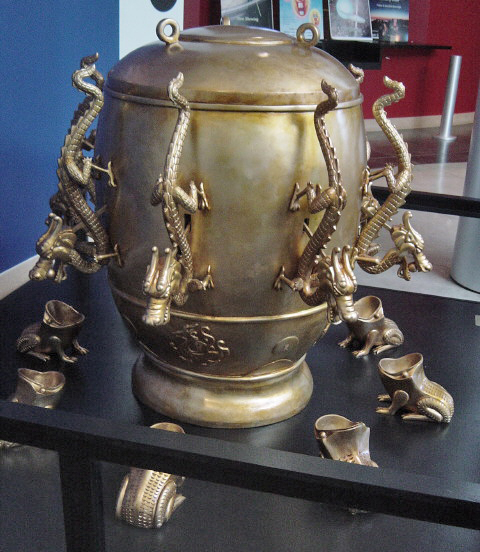
در سال ۱۳۲ (میلادی)، چانگ هنگ اولین زلزله‌نگار را ساخت. بعد از وقوع زلزله، با سقوط گلولهٔ فلزی از دهان یکی از ۸ اژدها به داخل دهان قورباغه، راستای مرکز زمین لرزه را شناسائی می‌نمودند. تصویر بازسازی شده از این لرزه‌نگار.

### خاستگاه تاریخی
تفکر و برخورد امروزی انسان‌ها در برابر زلزله، با عکس‌العمل آن‌ها در گذشتهٔ حتی نه چندان دور، متفاوت است. عدم تلاش منظم و فقدان اصول‌مندی در زمینهٔ مدیریت بحران و کاهش خسارات بلایای طبیعی، از دلائل اساسی این تفاوت‌هاست. در گذشته، فرض بر آن بوده که، بلایای طبیعی غیرقابل اجتناب است و باید آن را با تمامی عواقبش پذیرفت. بلایا حامل معانی‌ای از دنیای فراطبیعی در نظر گرفته می‌شد و برخی از فرهنگ‌ها، آن را نتیجه گناهان دانسته و بشر را سزاوار این بلایا می‌دیدند. با پیشرفت ارتباطات مشخص شد که برخی از نقاط زمین بیشتر از نقاط دیگر دچار زمین‌لرزه می‌شوند و انتساب تمامی زمین‌لرزه‌ها به انجام گناه، قانع‌کننده به نظر نمی‌رسید. این موضوع باعث شد تا علل دیگری نیز برای وقوع زمین‌لرزه جستجو شود. امروزه تلاش منظم و اصول‌مندی جهت مدیریت بلایای طبیعی انجام می‌شود، که در گذشته انجام نمی‌شده‌است. در قرن بیستم مدیریت بحران بلایای طبیعی به صورت علمی و به عنوان مبحثی میان رشته‌ای مورد تحقیق قرار گرفته‌است. علیرغم پیشرفت‌ها در این رشته، هنوز تحلیل‌های قانع‌کننده و جامعی ارائه نشده‌است و هنوز در مرحله توسعه به‌سر می‌برد.
«سامانهٔ هشدار زمین‌لرزه» بخشی از تلاش‌های این رشتهٔ علمی جهت کاهش خسارات زمین‌لرزه می‌باشد. این روش در مراحل پیشرفته مقابله با بلایای طبیعی مورد استفاده قرار می‌گیرد. متخصصین مدیریت بحران مدل تکاملی زیر را از نحوه برخورد انسان‌ها با بلایای طبیعی پیشنهاد کرده‌اند. بر اساس این مدل، اسکان اولیه انسان‌ها در مناطق پرخطر آهسته بوده و نرخ رشد شهری کم می‌باشد. مقابله‌ای با بلایای طبیعی وجود ندارد، یا حداقل است، و در صورت وقوع بلایای طبیعی معمولاً به تدریج بازسازی و تعمیر انجام می‌شود. در این مرحله، مقابله با خطرات معمولاً در حد انتخاب محل مناسب برای اسکان می‌باشد. با گذشت زمان، صنعتی‌سازی، شهرنشینی و رشد اقتصادی افزایش می‌یابد. گسترش‌های بدون کنترل و محدودیت فعالیت انسان‌ها، آن‌ها را در معرض خطر بلایای طبیعی قرار می‌دهد. پاسخ اولیه به بلایای طبیعی در این مقطع این است که با پرداخت کمک‌های مالی و انواع وام خرابی‌ها را مجدد بازسازی نمایند. اما بر اساس مدل کلاسیک نحوهٔ برخورد، معمولاً بازسازی‌ها در این مرحله نیز بی احتیاط انجام می‌شود. بازسازی مجدد و گسترش شهری، حتی ممکن است خطرات را بیش از گذشته افزایش دهد. این کار تا حد آستانه‌ای ادامه پیدا می‌کند.
این افراط کاری‌ها باعث ایجاد واکنشی در جهت معکوس شده و توجه افراد به ایمن‌سازی ساختارها معطوف می‌شود. اما از طرف دیگر رشد اقتصادی و شهری ادامه پیدا می‌کند و معمولاً افراد بدنبال بهانه‌هایی هستند که از هزینه‌های بیشتر ایمن‌سازی فرار کنند، و تحلیل‌های اشتباهی از میزان مقاومت ساختارها ارائه می‌کنند. آب‌بندی که بر روی رودخانه میسیسیپی ساخته شده بود نمونه‌ای از این ساخت و سازها است. در این زمان اگر فجایع طبیعی خیلی بزرگ (که البته نادرتر هستند) اتفاق بیافتند، خسارات به مراتب بیشتر خواهند بود (که به عنوان مثال در مورد آب‌بند رودخانه میسیسیپی اتفاق افتاد). اولین پاسخی که به این اتفاقات داده می‌شود، بازسازی ساختارها، به شکلی بهتر است. اما محافظت از ساختمان‌ها محدوده‌ای دارد. در مرحله بعد مخلوطی از روش‌هایی مانند نصب سامانه‌های هشدار، تخلیه مناطق خطرناک، قوانین و مقررات، مدیریت بحران، کمک مالی جهت تشویق کاهش خطر و غیره استفاده می‌شوند. مشکلاتی که در این زمان وجود دارد فرار افراد از قانون، عدم توجه به قوانین مربوط به چگونگی ساخت و ساز، نبود بودجه مالی جهت پیاده‌سازی تصمیمات دولت، و فراهم نکردن پاسخ مؤثر به خطرات است.
سامانه‌های هشدار زمین‌لرزه از چند دههٔ آخر قرن بیستم به بعد، به مهم‌ترین ابزار کاهش شدت فاجعه تبدیل شده‌است. به دلیل افزایش جمعیت و تراکم صنعتی در مناطق آسیب پذیر، نرخ مرگ و میر و زیان‌های اقتصادی ناشی از بلایای طبیعی افزایشی نمایی یافته‌است. اما از طرف دیگر، پیشرفت زیادی در زمینه روش‌های مقابله با این مرگ و میر حاصل نشده‌است. اگرچه پیش‌بینی زلزله هنوز ممکن نیست، اما سامانه‌های هشدار زمین‌لرزه، در حال حاضر تنها سیستمی است که اجازه می‌دهد تا شروع زمین‌لرزه‌های خطرناک را سریعاً شناسایی کرد. این موضوع باعث رشد این سامانه‌ها شده‌است. عدم وجود یک سامانهٔ هشدار زودهنگام و کارامد، عامل اصلی مرگ بیش از ۲۲۰ هزار نفر در زلزله-سونامی فاجعه بار سال ۲۰۰۴ میلادی در اقیانوس هند بود. البته چنانچه وقوع زمین‌لرزه توسط سامانهٔ هشدار، به موقع شناسائی می‌شد، باید زیر ساخت‌های لازم برای اطلاع‌رسانی فوری به مردم ساحلی نیز وجود می‌داشت.

### ابداع مفهوم سامانهٔ هشدار زمین‌لرزه
در حالی که در سال ۱۳۲ میلادی چانگ هنگ اولین زلزله‌نگار را ساخته بود، اما مفهوم سامانهٔ هشدار زمین‌لرزه توسط دکتر کوپر در بولتن عصر روزانه سان فرانسیسکو در ۳ نوامبر سال ۱۸۶۸ معرفی شد. البته دستگاه چانگ هنگ در واقع، جهت جغرافیائی و راستای مرکز زمین لرزه را بعد از وقوع زلزله مشخص می‌نمود. با سقوط گلوله‌ای فلزی از دهان یکی از ۸ اژدها به داخل دهان قورباغه فلزی، بلافاصله راستای مرکز زمین لرزه را شناسائی می‌نمودند. یقینا یکی از اهداف چانگ هنگ در ساخت و بکارگیری این وسیله، مدیریت بحران، واکنش و امدادرسانی سریع به مکان‌های آسیب دیده بوده‌است.
دکتر کوپر مفهوم سامانه هشدار را این‌گونه توضیح داد: «وسیلهٔ بسیار سادهٔ مکانیکی را می‌توان در نقاط مختلف در ۱۰ - ۱۰۰ مایلی سان فرانسیسکو قرار داد که زلزله به اندازه کافی قوی آن را تخریب کند و این تخریب باعث ایجاد یک جریان الکتریکی شود و تقریباً بلافاصله زنگ خطری را به صدا در آورد... این زنگ باید بسیار بزرگ و با صدایی عجیب بوده، و همگان آن را به عنوان زنگ زلزله بشناسند. زنگ مذکور نباید توسط چیزهای دیگر به صدا در آید. این زنگ باید خودکار بوده و به اپراتورهای تلگراف وابسته نباشد.» البته در آن زمان، امکان پیاده‌سازی عملی سامانهٔ پیشنهادی توسط دکتر کوپر وجود نداشت. بیش از ۱۰۰ سال بعد، هیتون در سال ۱۹۸۵ شبکه کامپیوتری هشدار زمین‌لرزه‌ای را برای جنوب کالیفرنیا پیشنهاد کرد، اما این سامانه نیز در آن زمان پیاده‌سازی نشد.

### اولین سامانه آشکارساز زلزله

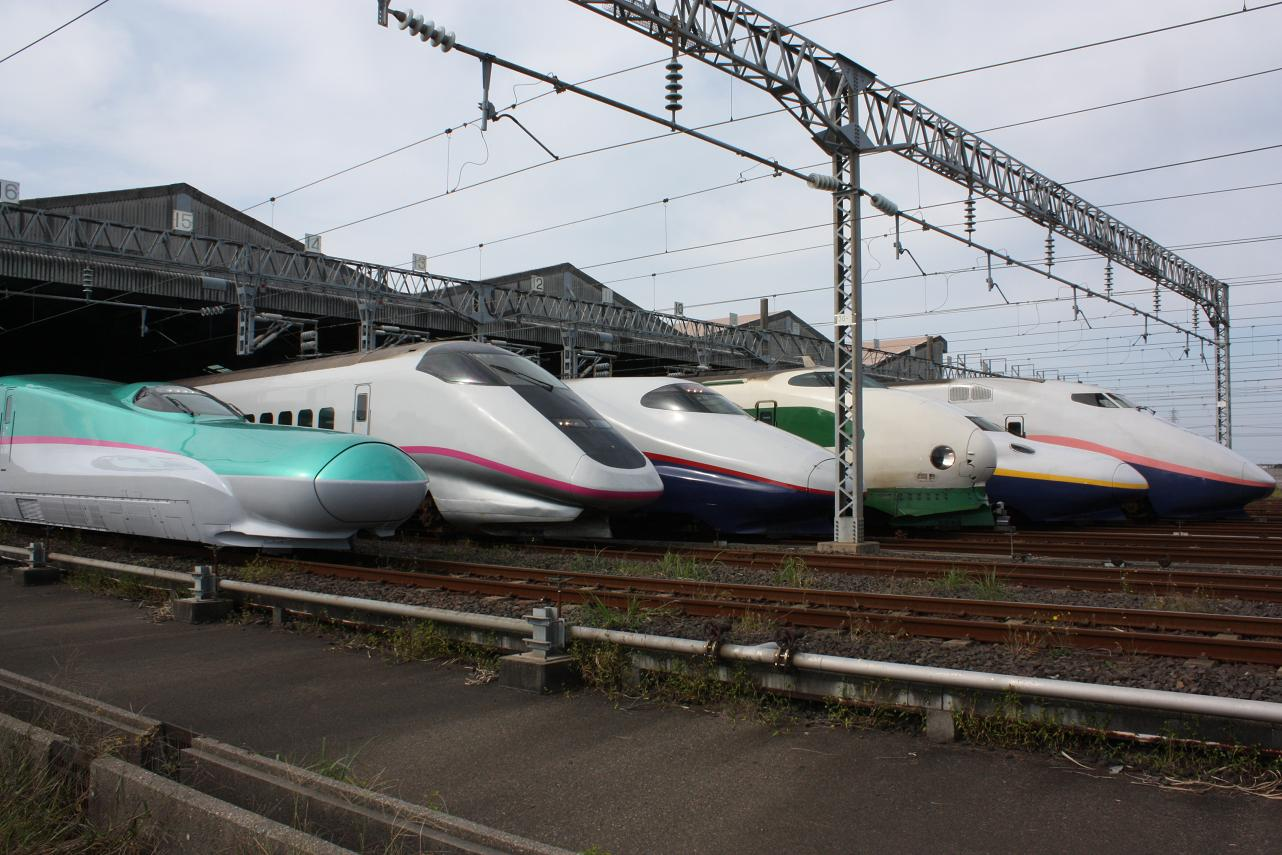
اولین سامانه آشکارساز زمین‌لرزه در نیمه دوم دهه ۱۹۵۰ برای قطارهای شینکانسن پیاده‌سازی شد.

در پی ساخت اولین لرزه‌سنج حرکت قوی در ژاپن، اولین سامانه آشکارساز زمین‌لرزه در نیمه دوم دهه ۱۹۵۰ برای سیستم راه‌آهن این کشور پیاده‌سازی شد. زلزله ۷٫۵ ریشتری نیگاتا باعث گسترش مناظره‌ها برای ساخت سیستم هشدار دهنده زلزله برای قطارهای در دست ساخت شینکانسن شد. با این حال، زلزله ۶٫۱ ریشتری ماه آوریل سال ۱۹۶۵ و خسارات وارد شده به تأسیسات زیربنائی قطارهای شینکانسن باعث شد تا مقامات راه‌آهن ملی ژاپن، تقاضای ساخت یک سیستم هشدار زلزلهٔ جدید را ارائه نمایند. سیستم جدیدی ساخته شد. این سیستم هشدار زلزله، با استفاده از لرزه‌سنج‌های معمولی، زنگ خطر را به صدا در آورده و شکل امواج زلزله را نیز ثبت می‌کردند. این لرزه‌سنج‌ها در امتداد خط شینکانسن و به فواصل هر ۲۰ - ۲۵ کیلومتر نصب شده و در صورتی که شتاب افقی حرکت زمین بیش از ۴۰ گالیله (سانتی‌متر بر مربع ثانیه) بود، علامت هشدار صادر می‌کرد. لرزش‌های کمتر از سطح آستانه ۴۰ گالیله، به حساب زمین‌لرزه‌های کوچک یا عبور قطار گذاشته شده و گزارش نمی‌شد.

### پیاده‌سازی عملی ایده کوپر
در سال ۱۹۷۲ میلادی، محققان در ژاپن، طرح «سامانه زنگ خطر زلزله قوی ۱۰ ثانیه قبل» را پیشنهاد کردند که به طرح دکتر کوپر در سال ۱۸۶۸ شباهت داشت. با این حال کسی آن را تا آن زمان عملی نکرده بود. محققان در سال ۱۹۸۲ موفق شدند اولین سامانه مبتنی بر «روش شناسایی جبهه» (بخش بعد را ببینید) را در قطارهای شینکانسن پیاده‌سازی کنند. این اولین نمونه پیاده‌سازی شده ایده دکتر کوپر بود. به دنبال آن در سال ۱۹۹۱ مکزیک نیز سامانه‌ای شبیه به این را راه‌اندازی نمود.

### تولد «سامانه تشخیص فوری زلزله و هشدار

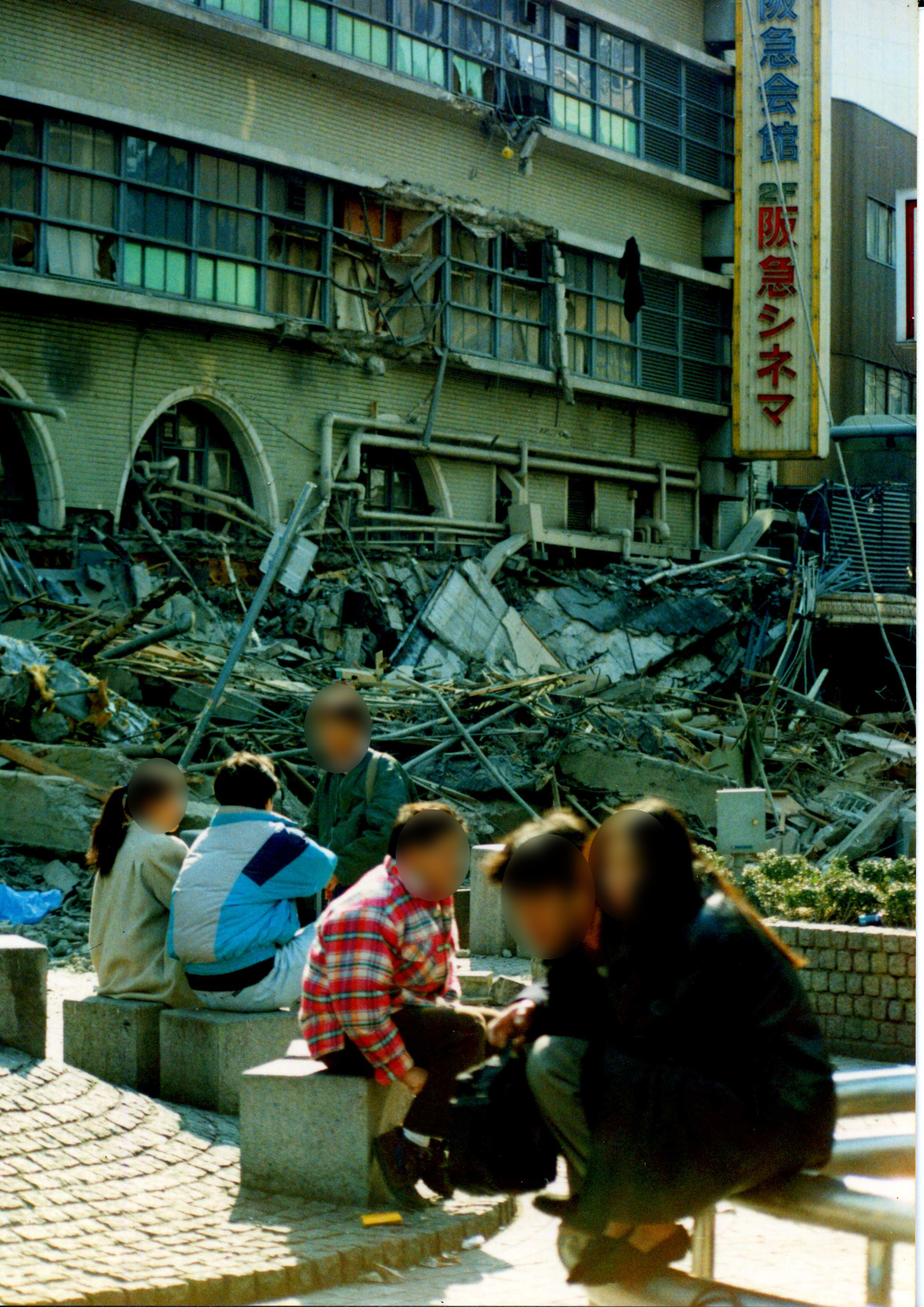
زلزله با بزرگای گشتاوری ۶٫۸ در شهر کوبه ژاپن، محرک تحقیقات بیشتری جهت بهبود سامانهٔ هشدار زمین‌لرزه شد.

اولین سامانهٔ هشدار زمین‌لرزه در جهان که از مفهوم امواج پی(P)استفاده می‌کند سامانه تشخیص فوری زلزله و هشدار می‌باشد که به صورت عملی در ژاپن مورد استفاده قرار گرفته‌است. نمونه آزمایشی این دستگاه در سال ۱۹۸۴ شروع به اندازه‌گیری امواج پی (P) کرد. از سال ۱۹۸۸ نمونه‌های صنعتی آن در تونل سیکان و از سال ۱۹۹۰ در ۱۴ ایستگاه قطارهای شینکانسن مورد استفاده قرار گرفت.
«سامانه تشخیص فوری و هشدار» قادر بودند که سه ثانیه پس از دریافت امواج پی (P) زنگ خطر را به صدا در بیاورند و اولین سامانه کنترل خودکار قطار محسوب می‌شدند. از آنجایی که «سامانه تشخیص فوری و هشدار» قادر به پردازش گام به گام شکل موج‌ها بدون ذخیره‌سازی آن‌ها بود و میزان پردازش، چه در زمان وقوع و چه در زمان عدم وقوع زلزله به یک میزان می‌بود، به همین دلیل، در هنگام وقوع زلزله، سامانه به علت بار اضافه دچار نقص فنی نمی‌شد.

### زلزله کوبه
زلزله با بزرگای گشتاوری ۶٫۸ کوبه در سال ۱۹۹۵ میلادی خسارات گسترده و شدیدی به پل‌ها و سازه‌های دیگر وارد کرد. پس از وقوع این زلزله، پیاده‌سازی سامانهٔ هشدار زمین‌لرزه، در ایستگاه‌های قطار بیشتری به اجرا در آمد. در مصاحبه با حادثه دیدگان، آن‌ها گفتند که چند ثانیه قبل از وقوع زلزله، احساس کردند اتفاقی در شرف وقوع است، ولی نمی‌توانستند درک کنند چه اتفاقی قرار است بی‌افتد. ترس و اضطراب آن‌ها را فرا گرفته بود. اما پس از اینکه فهمیدند زلزله‌است، تا حدود زیادی از آن حالت دلهره رهایی پیدا کردند. محققان به این نتیجه رسیدند که جهت مقابله با این احساس ترس میان مردم، هشدار مربوط به زلزله باید زودتر از سه ثانیه پس از رسیدن موج پی به مردم داده شود. با ادامه تحقیقات، محققان ژاپنی موفق شدند دستگاهی بسازند که یک ثانیه پس از دریافت موج پی (P)، زنگ خطر را به صدا در می‌آورد. به سامانه جدید «سامانه تشخیص فوری و هشدار فشرده» گفته می‌شود.

### اولین سامانهٔ هشدار زمین‌لرزه برای عموم مردم
اولین سامانهٔ هشدار زمین‌لرزه برای عموم مردم در سال ۱۹۹۵ در مکزیکو سیتی پیاده‌سازی شد. این سامانه جهت هشدار دادن به مردمان این شهر از لرزش‌های بزرگ مربوط به منطقه ساحلی اوکساکا که چند صد کیلومتر با این شهر فاصله دارد نصب شد. پس از آن سامانه‌های هشدار متعددی در نقاط مختلف دنیا نصب و راه‌اندازی شد. در تایوان از سال ۱۹۹۵ زیربنای سامانهٔ هشدار زمین‌لرزه بنا نهاده شد. تجربهٔ تایوانی‌ها این بود که در زلزلهٔ نوامبر سال ۱۹۸۶ با شدت ۶٫۸ ریشتر، بیشترین خسارت نه در مرکز زمین‌لرزه، بلکه در ۱۲۰ کیلومتری آن اتفاق افتاد (در منطقهٔ شهری تایپه). امواج زلزله، این مسیر را در حدود ۳۰ ثانیه می‌پیمایند، لذا سامانهٔ هشدار زلزله می‌توانست بسیار مفید باشد. مرکز هواشناسی ژاپن در ماه فوریه سال ۲۰۰۴ آزمایش «برنامهٔ  انتشار هشدار زودهنگام زلزله» (به منظور بررسی اثربخشی هشدار) و تست کارآمدی سامانه را شروع کرد. در این آزمایش‌ها، به کاربران خاصی هشدار داده می‌شد.
در ماه اوت سال ۲۰۰۶ ارائه محدود خدمات هشدار زلزله به مراکز دولتی محلی و سازمان‌های پژوهشی آغاز شد. توزیع کلی خدمات هشدار زود هنگام زلزله در ماه اکتبر سال ۲۰۰۷ آغاز شد. هشدار زود هنگام زلزله تنها محدود به تلویزیون، رادیو و اینترنت نبوده، بلکه خطوط تلفن ثابت و تلفن همراه را نیز شامل می‌شود. از این رو، انتظار می‌رود اطلاع‌رسانی عمومی به شکل گسترده‌ای انجام پذیرد. تلفن همراه به‌طور خاص برای دریافت هشدار زودهنگام در طول ۲۴ ساعت شبانه روز مناسب می‌باشد.

### نسل جدید «سامانهٔ تشخیص فوری و هشدار
سامانه پاسخ سریع تجهیزات در برابر بار زمین‌لرزه نام نسل جدید «سامانه تشخیص فوری و هشدار» می‌باشد. این سامانه‌ها می‌توانند هشدار را یک ثانیه پس از رسیدن امواج پی صادر کرده، و همچنین در یک ثانیه ویژگی‌های زمین‌لرزه را نیز تخمین بزنند. این سامانه‌ها در سال ۲۰۰۵ در اداره آتش‌نشانی ژاپن پیاده‌سازی شد تا به آتش نشانان آمدن پس‌لرزه را هشدار دهد. تا به آتش نشانان آمدن پس‌لرزه‌ها را هشدار دهد. در تجربه‌ای قدیمی تر، مأموران آتش‌نشانی از پس‌لرزه‌های زلزله آسیب دیده بودند و از آن واهمه داشتند. در سال ۲۰۰۷، این سامانه‌ها جایگزین سیستم‌های قدیمی تر «سامانهٔ تشخیص فوری و هشدار» در متروی توکیو شدند.

## نحوه عملکرد انواع جدید سامانه

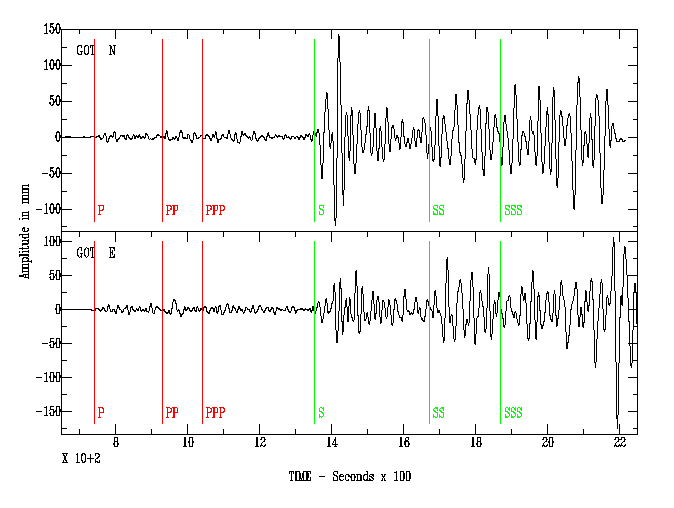
نمودار لرزش زمین بر حسب زمان، برای زلزله‌ای در سان فرانسیسکو در سال ۱۹۰۶ میلادی. همانطور که در این نمودار دیده می‌شود در ابتدا امواج پی (P) رسیده و سپس امواج اس (S) فرا می‌رسند.

نحوه عملکرد سامانهٔ هشدار زمین‌لرزه.

اولین سامانهٔ هشدار زمین‌لرزه در نیمهٔ دوم دهه ۱۹۵۰ در ژاپن پیاده‌سازی شد، اما انواع جدید آن که از مفهوم «امواج پی» استفاده می‌کنند از دهه ۱۹۸۰ میلادی به بعد مورد استفاده قرار گرفتند. در هنگام وقوع زمین‌لرزه، از کانون زلزله چهار موج با سرعت انتشار مختلف پخش می‌شوند (دو موج حجمی: P و S و دو موج سطحی: ری لی و لاو - که امواج P سریعتر ازS و امواج S سریعتر از لاو و امواج لاو سریعتر از ری لی منتشر می‌شود). امواج سریعتر (امواج پی) با سرعتی حدود ۷ کیلومتر بر ثانیه منتشر می‌شوند (البته سرعت انتشار به عواملی از قبیل تراکم زمین و جنس سنگ‌های موجود در منطقه دارد). امواج P به‌طور کلی آسیب کمی می‌رساند. امواج مخرب (موج اس) با سرعتی در حدود ۴ کیلومتر بر ثانیه منتشر می‌شوند؛ بنابراین موج پی زودتر از موج اس قابل دریافت است و اختلاف زمانی میان زمان ثبت این دو موج، حاوی اطلاعاتی در مورد موقعیت نسبی کانون و مرکز زلزله از محل حسگر می‌باشد. امواج رادیویی با سرعتی در حدود ۳۰۰٬۰۰۰ کیلومتر بر ثانیه منتشر می‌شود و این، امکان اطلاع‌رسانی زلزله را فراهم می‌کند.
نحوهٔ عملکرد این سامانه به دو گونه‌است: حسگری وقوع زلزله را در نزدیکی مرکز آن دریافت نموده و از آنجایی که سرعت حرکت سریعترین امواج لرزه‌ای (یعنی امواج اولیه، یا امواج P) از سرعت حرکت امواج رادیویی کمتر است، سامانه قادر است هشدار مربوط به وقوع زلزله را چندین ثانیه قبل از رسیدن امواج زلزله (موج S و امواج سطحی) به محل اسکان مردم، به آن‌ها اطلاع دهد. این روش سامانه شناسایی جبهه نامیده می‌شود و در صورتی که تحلیل اطلاعات دریافتی توسط حسگر، امکان تعیین پارامترهای زلزله و برآورد خطرناک بودن آن را بدهد، فرایند هشداردهی تسریع می‌شود. اما حتی اگر سامانه وقوع زلزله را در مرکز آن حس نکرده باشد، هنوز امکان دادن هشدار وجود دارد: سریعترین امواج حجمی زلزله (امواج P) طول موج کوتاه داشته و به‌طور کلی آسیب کمی می‌رسانند و حتی ممکن است توسط انسان احساس نشود.
چند ثانیه بعد - مدت زمان دقیق آن بستگی به فاصله کانون زمین‌لرزه با حسگر دارد - امواج مخرب با طول موج بلند (امواج ثانویه، یا امواج S) می‌رسند. سامانهٔ هشدار زمین‌لرزه با استفاده از سامانه‌های لرزه‌نگار که قدرت تشخیص امواج اولیه را دارند پیش از رسیدن امواج مخرب وقوع آن را هشدار می‌دهند. جهت بهبود دقت سامانه می‌توان از شبکه‌های حسگر استفاده کرد. این روش سامانه در محل نامیده می‌شود.
نحوهٔ عملکرد سامانه‌های هشدار زمین‌لرزه که برای یک مکان خاص - و نه یک ناحیه بزرگ - استفاده می‌شوند می‌تواند ساده‌تر باشد. کافی است که موج پی در همان مکان را جهت ارسال هشدار مورد استفاده قرار داد بدون اینکه نیازی به ارسال اطلاعات به نقاط دور، تخمین محل مرکز زلزله یا بزرگی آن باشد.

## فواید هشدار و فعالیت‌های مفید در زمان هشدار

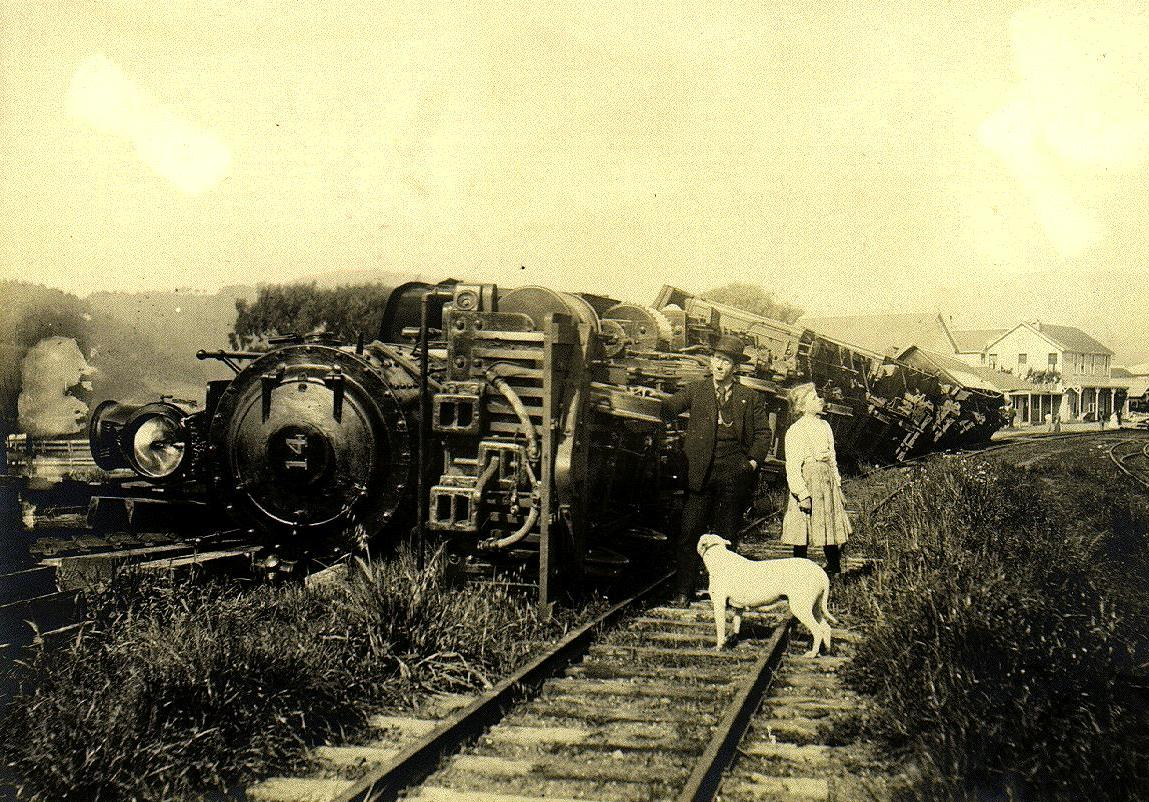
قطار واژگون شده در اثر زمین‌لرزه در سان فرانسیسکو. مربوط به زلزله‌ای در ۱۸ آوریل سال ۱۹۰۶.

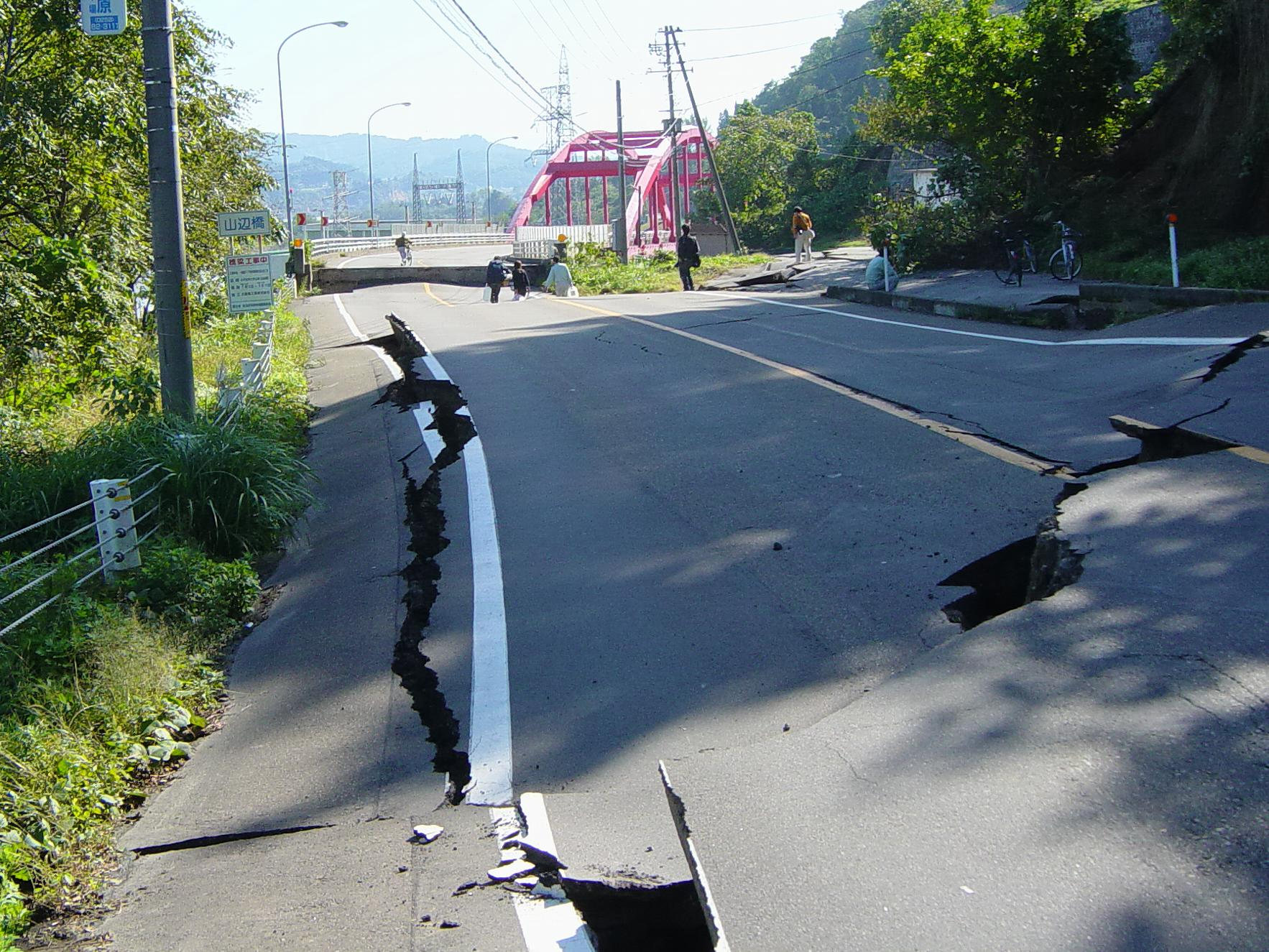
نمونه‌ای از خسارات وارد شده در اثر یک زمین‌لرزه در ژاپن. تقریباً یک پنجم تمام زلزله‌های شش ریشتر یا قوی تر
در ژاپن یا در نزدیکی آن رخ می‌دهند.

هشدار زلزله، چند ثانیه قبل از وقوع آن می‌تواند در کاهش خسارات و تلفات زمین‌لرزه بسیار مؤثر باشد. هشدار می‌تواند حاشیه ایمنی سیستم‌های مهندسی با تنظیم دقیق (مانند نیروگاه‌های هسته‌ای) را افزایش داده و اقدامات ایمنی خودکار می‌تواند درصد تخریب و آسیب زیرساخت‌های حمل و نقل و دیگر تأسیسات زیربنائی و صنعتی را کاهش دهد. حتی چند ثانیه قبل از وقوع یک زلزله نسبتا شدید، پاره‌ای از اقدامات بموقع می‌تواند مانع از ظهور خطرات و آسیب‌های بالقوه در تأسیسات زیربنائی و تجهیزات صنعتی گردد. به عنوان مثال، قطع خطوط گاز برای جلوگیری از آتش‌سوزی (در حین و بعد از وقوع زلزله) مفید بوده و مانع از تشدید بحران خواهد شد. بعلاوه، اگر نقشه میزان شدت زلزله در مناطق مختلف سریعاً فراهم باشد، تیم‌های اضطراری و امدادی می‌توانند بسرعت به جاهایی که به وجود آن‌ها بیشتر نیاز است اعزام شوند. در واقع سامانهٔ هشدار زمین‌لرزه، کمک بزرگی به مریریت بحران خواهد نمود. علاوه بر این، سامانهٔ هشدار می‌تواند میزان صدمات حوادث ثانویه‌ای که زلزله باعث وقوع آن‌ها می‌شود را کاهش دهد. اقدامات بموقع و کارهای مفید دیگر: مسیریابی دوباره جریان برق، تأخیر فرود هواپیماها، هشدار به اتاق‌های عمل بیمارستان‌ها، شروع استفاده از ژنراتورهای اضطراری و بستن خطوط نفت می‌باشد.
سامانه‌های هشدار زمین‌لرزه به دو دسته تقسیم می‌شوند. آن‌هایی که برای یک ناحیه بزرگ قابل استفاده هستند، و آن‌هایی که برای یک مکان خاص استفاده می‌شوند. بسته به نوع سامانه فعالیت‌هایی که در زمان دریافت هشدار باید انجام داد تغییر می‌کند. این فعالیت‌ها را می‌توان به دو دسته کلی تقسیم نمود: کارهایی که به صورت خودکار قابل انجام است، و کارهایی که شهروندان باید انجام دهند. نمونه‌هایی از کارهایی که به صورت خودکار قابل انجام است به شرح زیر می‌باشد: پایین آوردن سرعت قطارهای سریع‌السیر، خاموش کردن ماشین آلات سنگین و توقف آسانسورها، قطع خودکار جریان گاز و آب، ذخیره‌سازی اطلاعات حیاتی رایانه‌ها جهت از دست نرفتن آنها، و جلوگیری از ورود وسایل نقلیه به جاده‌ها.
نمونه‌هایی از کارهایی که شهروندان باید انجام دهند به شرح زیر است: گرفتن پناه زیر میز، چهارچوب در (و یا هر مکان دیگری که بتواند او را از آسیب سقوط اجسام در امان دارد)، دور شدن از دیوارهای سنگی، خروج از آسانسور دور شدن از اشیا خطرناک (مانند قفسه‌های کتاب پشتیبانی نشده، مواد شیمیایی خطرناک، ماشین آلات خطرناک)، و چنانچه فرصت باشد، قطع جریان گاز و آب خانه (زیرا باز بودن گاز ممکن است باعث آتش‌سوزی شود و بسیار خطرناک است و باز بودن شیر اصلی آب، می‌تواند عملیات نجات توسط امدادگران را دشوار سازد). همچنین هشدار، حتی چند ثانیه قبل از وقوع، می‌تواند جان کارگران را در محل‌های ساخت و ساز نجات دهد. به عنوان مثال، کارگران می‌توانند خود را در موقعیت موجود، تثبیت و ایمن نموده و مواظب سقوط اشیاء و تیر آهنها باشند. ضمناً می‌توانند دکل جرثقیل‌ها (بویژه تاور کرین‌ها) را به جهت‌های امن تر حرکت دهند.
در مواردی که روش ساختمان‌سازی غیراصولی بوده و همچنین ساختار گسل‌ها به وضوح شناخته شده و به اندازه کافی دور از ساختمان‌ها باشند، سامانهٔ هشدار زمین‌لرزه ابزار کارآمدی می‌تواند باشد. اما اگر مرکز زلزله نزدیک باشد، هنوز هم می‌توان از طریق کم کردن سرعت قطارها، تغییر چراغ‌های ترافیک به قرمز، بستن دریچه‌های نفت و گاز در خطوط لوله و شاهراه‌های اصلی، توقف اضطراری نیروگاه‌های هسته‌ای و هشدار به جمعیت ساکن در مناطق پایین سدهای بزرگ خسارات را تا حدی کاهش داد. به‌علاوه حتی اگر مرکز زلزله نزدیک به یک شهر باشد، هنوز می‌توان به شهرهای اطراف هشدار داد و خسارات را در آن‌ها کم کرد. با اشاره به زمین‌لرزه ماه می ۲۰۰۸ میلادی در چین که هزاران کشته بر جای گذاشت، زلزله‌شناس هارو کاناموری می‌نویسد، حتی اگر سامانهٔ هشداری در چین وجود داشت، اثر آن به دلیل ساختمان‌سازی غیراصولی کُند می‌شد، زیرا هشدار چند ثانیه، زمانی که کل ساختمان فرو ریخته شود در مورد شهروندانی که درون ساختمان‌ها هستند خیلی مفید نخواهد بود. به دلیل کافی نبودن زمان برای ترک ساختمان در بسیاری از موارد، برخی از محققان کاربرد اصلی سامانهٔ هشدار زلزله را حفاظت از سیستم‌های حساس و کاهش تبعات زلزله می‌دانند. همچنین به دلیل جدید بودن این سامانه‌ها هنوز معلوم نیست که دقیقاً این سامانه‌ها در زلزله‌های بسیار بزرگ یا در زمین‌لرزه‌های با فاصلهٔ کم (کمتر از ۳۰ کیلومتر با مرکز زمین‌لرزه) تا چه حد موفق خواهند بود. در اندک نمونه‌های فعالیت این سامانه، در ماه اکتبر سال ۲۰۰۴، زلزله‌ای ۶٫۶ ریشتری توسط سامانهٔ هشدار در ژاپن به صورت موفقیت آمیزی شناسایی شد، و پس از یک ثانیه باعث شد تا ترمزهای خودکار یک قطار سریع‌السیر که با سرعت ۲۰۰ کیلومتر در ساعت در حرکت بود، فعال شود. قطار نهایتاً چند ثانیه بعد از خط خارج شد ولی این حادثه هیچ کشته‌ای بر جای نگذاشت.
علاوه بر اینها شرکت‌های ساختمانی در ژاپن در حال توسعه ساختمان‌های با سیستم‌های کنترل نیمه فعال هستند. این ساختمان‌ها می‌توانند خواص مکانیکی خود را در چند ثانیه تغییر داده تا بتوانند حرکت زمین را بهتر تحمل کنند. اجرای این «مهندسی چند ثانیه» نیاز به ارزیابی دقیق از میزان و نرخ آژیرهای کاذب و آژیرهای از دست رفته دارد.

### احتیاط‌های هنگام استفاده از سامانه
لازم است که به شهروندان تعلیمات کافی در مورد نحوهٔ واکنش هنگام شنیدن پیام هشدار داده شود. بسیار مهم است تا شهروندانی که در مکان‌ها یا ساختمان‌های شلوغ حضور دارند، همگی به سمت در خروجی هجوم نیاورند. در واقع اگر طرح سامانهٔ هشدار به‌درستی اجرا نگردد یا آموزش‌های لازم به قشرها مردم داده نشود، ممکن است امنیت عمومی به مخاطره افتاده و منجر به وحشت افراد شود.

## بکارگیری سامانه

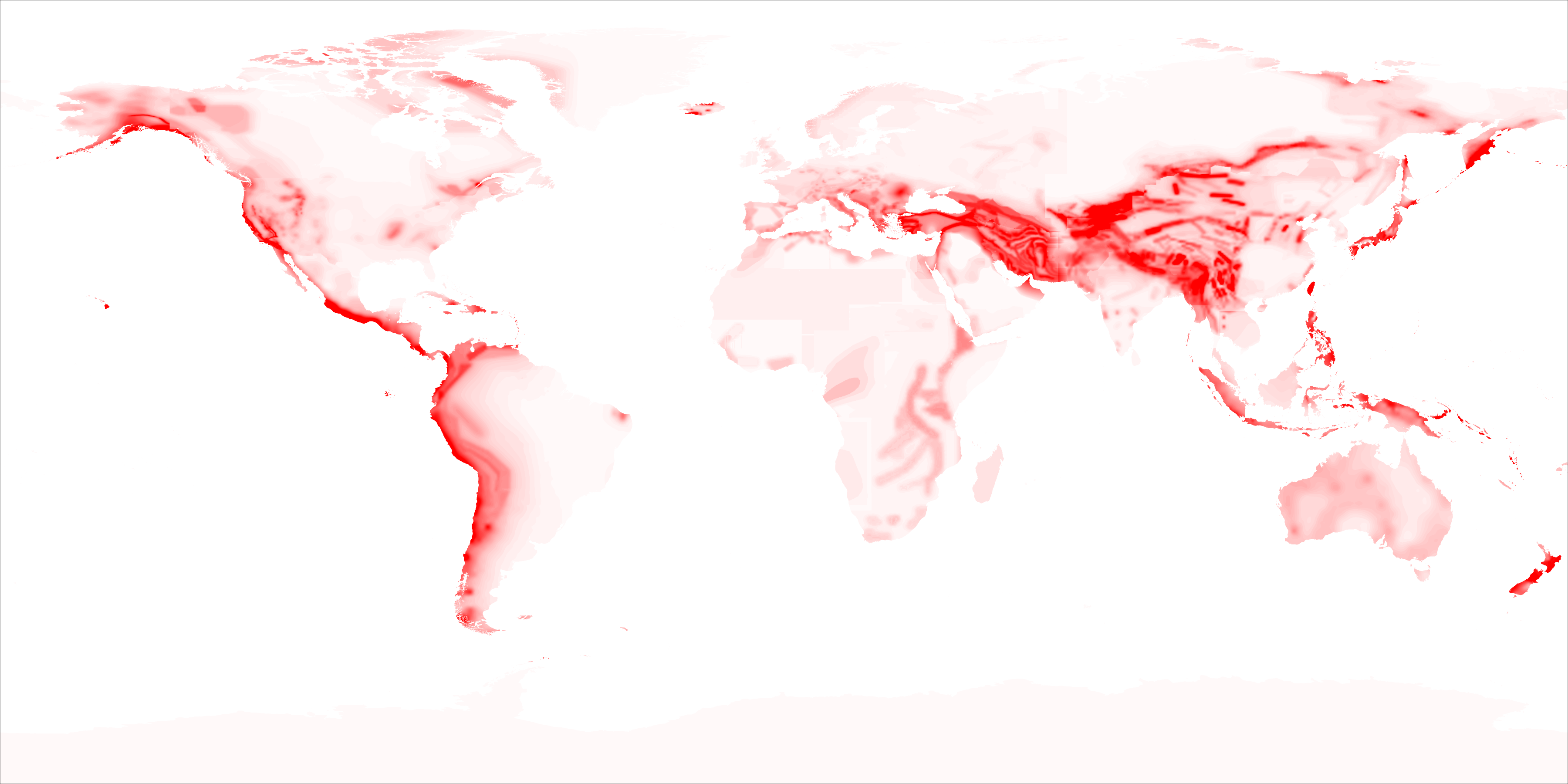
نقشه خطر لرزه‌ای جهان.

تمامی سامانه‌های هشدار زمین‌لرزه باید به گونه‌ای طراحی شوند که قدرت تشخیص سریع زمین‌لرزه را داشته و تمام مراحل مدیریت شان خودکار باشد (چرا که قضاوت انسان ممکن است زمان‌بر و آمیخته به خطا باشد). بکارگیری سامانه همچنین نیازمند آموزش‌های عمومی و تفهیم معانی هشدارهای مختلف صادر شده توسط سامانه‌است. همچنین مهم است که مأموران رسیدگی به زلزله، آموزش‌های کافی را دیده باشند و کتابچه‌های راهنمای مقابله با زلزله، چاپ و پخش شود. نکته مهم دیگر این است که امکان هشدارهای اشتباه و خطا در محاسبات به رسمیت شناخته شود و سازمانی که وظیفهٔ اطلاع‌رسانی در این مورد را دارد، بتواند ریسک کند و در مواقع قریب به یقین، اعلام خطر نماید البته بدیهی است که باید برای کاهش احتمال هشدار غلط تلاش کرد.
همچنین تحقیقات دانشگاهی بر روی ناحیه‌ای که سامانهٔ هشدار در آن قرار داده می‌شود می‌تواند به کارآمدی آن کمک کند زیرا توزیع احتمالی تکان‌های زمین به موقعیت جغرافیایی وابسته‌است و این اطلاعات در تخمین موقعیت مرکز زلزله و شدت آن می‌تواند مفید باشد.

### بکارگیری سامانه توسط کشورها

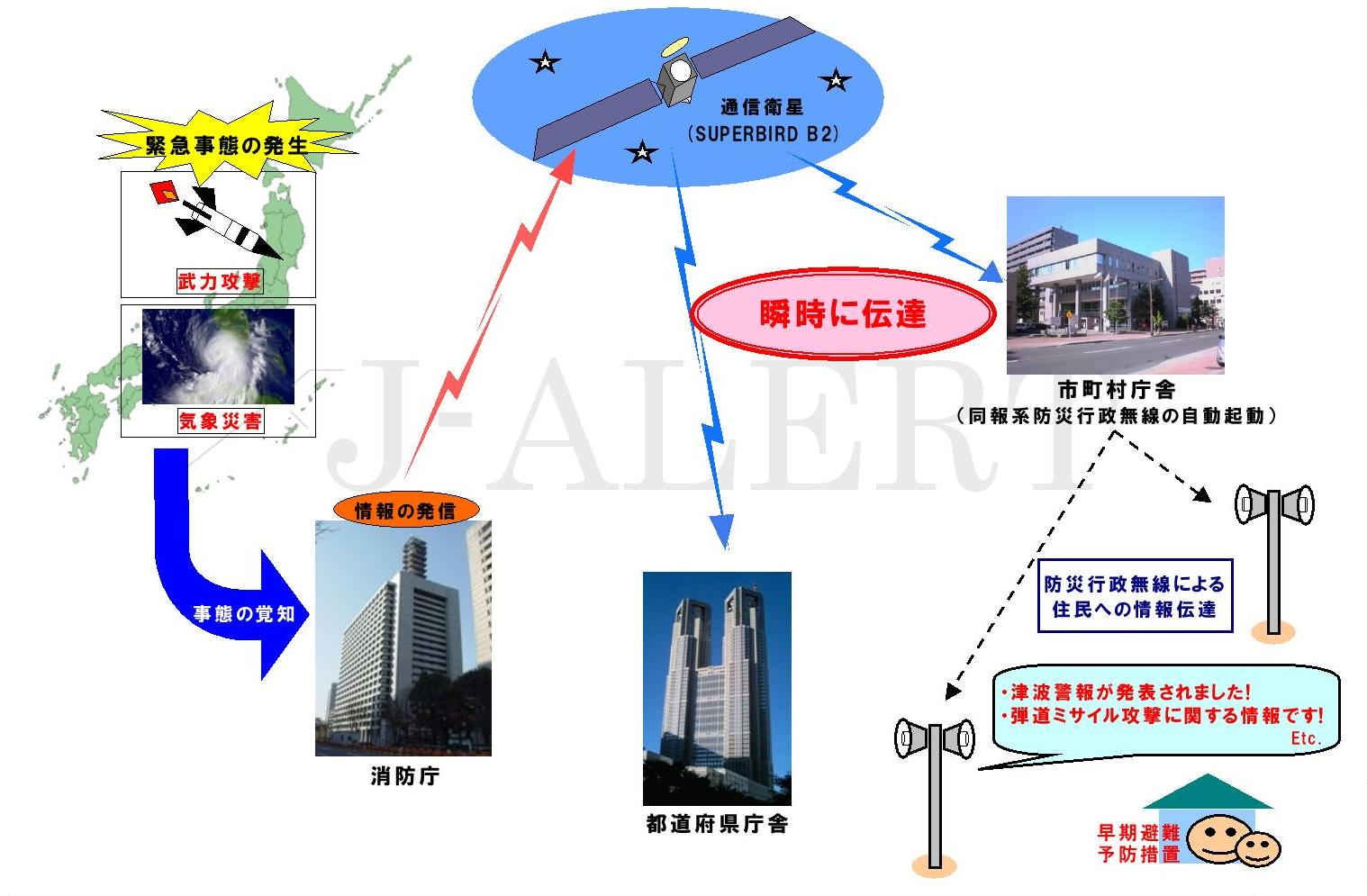
سامانه هشدار لحظه‌ای ملی ژاپن در فوریه ۲۰۰۷ راه‌اندازی شد. این سامانه، ماهواره‌ای بوده و به مقامات این امکان را می‌دهد که به سرعت هشدار را به رسانه‌های محلی، و به‌طور مستقیم از طریق بلندگو به شهروندان برسانند.

تکنولوژی «سامانهٔ هشدار زمین‌لرزه» بسیار جدید بوده و هنوز در مرحلهٔ پژوهش قرار دارد. شکل‌های اولیه این فناوری تنها در کشورهایی مانند ژاپن، تایوان و مکزیک پیاده‌سازی شده‌است و هفت یا هشت کشور دیگر، و از جمله ایالات متحده آمریکا، هنوز در حال تحقیق بر روی آن هستند. این تکنولوژی در حال حاضر تنها تکنولوژی‌ای است که قابلیت پیش‌بینی زلزله در لحظاتی قبل از وقوع زلزله را دارد. دولت ایتالیا در مرحله توسعه و پیاده‌سازی سامانهٔ هشدار برای مناطق جنوبی این کشور می‌باشد؛ جزئیات پیشرفت حاصل شده تا سال ۲۰۰۷ میلادی در این مقاله آورده شده‌است. سامانه‌های هشدار زمین‌لرزه رومانی و ترکیه در دست اقدام هستند. در ایالت کالیفرنیا در آمریکا، کمیته‌ای در سال ۱۹۸۸ نصب سامانه‌های هشدار را از نظر اقتصادی (منفعتشان در مقابل هزینه‌شان) مقرون به صرف ندانست، اما گزارش شورای ملی تحقیقات ایالات متحده آمریکا و پیشرفت‌های سریع تکنولوژیکی، این دیدگاه را به‌زودی تغییر داده و اطلاعات مربوط به زلزله، تقریباً به صورت بیدرنگ و بدون وقفه فراهم شد. امروزه پژوهشگران آمریکایی نیز نمونه‌های آزمایشگاهی سامانهٔ هشدار را ساخته‌اند.
به عنوان نمونه مشخصات سامانهٔ ارسال هشدار بر روی تلفن همراه ژاپن به شرح زیر است:
- زمان و مکان توزیع: مرکز هواشناسی ژاپن، کشور را به ۱۸۶ منطقه هشدار تقسیم کرده‌است. پیام هشدار به مناطقی ارسال خواهد شد که قدرت لرزش، ۴ ریشتر یا بیشتر تخمین زده شود.[۳]
- به چه کسی و چه زمانی توزیع شود؟: کاربرانی که در منطقه هستند و تلفن همراه آن‌ها قابلیت دریافت پیام هشدار را دارد، باید آن را در اولین فرصت ممکن دریافت کنند، چون هر چه کاربران به مرکز زلزله نزدیکتر باشند، ممکن است حرکات زمین کمی قبل از زمان مشخص شده شروع شود.[۳]
- محتویات پیام ارسالی: تا آنجا که ممکن است از متن‌های مشخص و یکسانی استفاده شود و پیام ارسالی بر تلفن‌های همراه با متن نمایش داده شده در تلویزیون یکسان باشد. متن پیش‌فرض به شرح زیر است: «هشدار زود هنگام زلزله ○ ○ ○: زلزله قوی در منطقه △ △ △ □ □ □».[۳]

پروتکل‌های مربوط به پیاده‌سازی این سامانه در این مقاله توضیح داده شده‌است.

#### بکارگیری سامانه در تهران

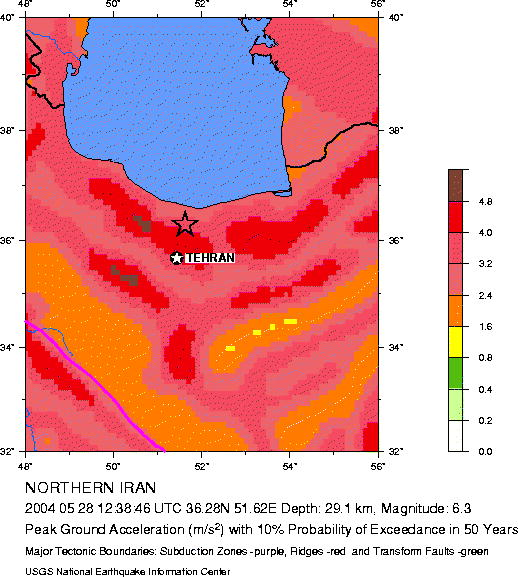
تهران در منطقه‌ای بسیار لرزه‌خیز قرار دارد. علی‌رغم خطرات زمین‌لرزه احتمالی تهران، دولت هنوز سامانهٔ هشدار در این شهر راه‌اندازی ننموده‌است (اگر چه مطالعات ابتدایی بر روی آن انجام شده‌است). مطالعات میدانی در سال ۲۰۰۷ میلادی نشان می‌دهد که خانواده‌های تهرانی مایل هستند که ماهیانه به‌طور متوسط حدود ۳۸ دلار جهت ایجاد چنین سامانه‌ای هزینه کنند.

یک تحقیق زمین‌شناسی پیش‌بینی می‌کند که زلزله‌ای با بزرگی ۷ ریشتر در تهران ۶۴۰٫۰۰۰ مسکن را از مجموع ۱٬۱۰۰٬۰۰۰ مسکن ویران کرده و علاوه بر این بیش از یک میلیون و نیم از جمعیت تهران را کشته و حدود چهار میلیون و سیصد هزار نفر را زخمی‌کند. کلان‌شهر تهران از نظر بافت‌های شهری، یکی از بدترین شهرهای ایران محسوب می‌شود و به دلیل عدم پیروی از بافت منظم و متعارف علمی (شطرنجی، شعاعی، وغیره) در روند توسعهٔ شهری، بسیار مستعد تشدید صدمات و خطرات ناشی از بلایای طبیعی می‌باشد. لیست زمین‌لرزه‌های ایران در مقیاس‌های نزدیک ۷ ریشتر در ناحیه اطراف تهران به شرح زیر است:
| سال              | بخش        | گسل        | اندازه  | مقیاس مرکالی |
| ---------------- | ---------- | ---------- | ------- | ------------ |
| ۳۰۰ پیش از میلاد | ری         | پارچین، ری | ۷٫۶     | X            |
| ۷۴۳ میلادی       | دروازه خزر | گرمسار     | ۷٫۲     | Vlll+        |
| ۸۵۵ میلادی       | ری         | کهریزک     | ۷٫۱     | Vlll+        |
| ۹۵۸ میلادی       | طالقان     | مشا        | ۷٫۷     | X            |
| ۱۱۱۷ میلادی      | کرج        | تهران      | ۷٫۲     | VIII+        |
| ۱۶۶۵ میلادی      | دماوند     | مشا        | ۶٫۵     | Vill+        |
| ۱۸۱۵ میلادی      | دماوند     | مشا        | نامعلوم | V+           |
| ۱۸۳۰ میلادی      | دماوند     | مشا        | ۷٫۱     | VIII+        |

این داده‌ها نشان می‌دهد که در منطقهٔ تهران، در حدود هر ۱۵۸ سال یکبار، یک لرزه اتفاق می‌افتد (البته منظور لرزش قابل توجه و نسبتاً شدید است. شایان ذکر است که در کل زمین، گاهی اوقات بیش از۲۰۰ لرزش در روز ثبت می‌شود که خیلی از آن‌ها را حتی احساس هم نمی‌کنیم. لایه‌های زیرین زمین پیوسته در حال جنبش است). با توجه به اینکه آخرین زلزله عظیم در تهران، در حدود ۱۸۲ سال پیش رخ داده‌است، باید برای زمین‌لرزه بزرگ بعدی در تهران آماده شد. علی‌رغم خطرات زمین‌لرزه احتمالی تهران، دولت ایران هنوز سامانه‌ای جهت هشدار زلزله، در این کلان‌شهر راه‌اندازی ننموده‌است. اگر چه مطالعات ابتدایی بر روی آن در موسسه بین‌المللی زمین‌لرزه‌شناسی و مهندسی زمین‌لرزه انجام شده‌است. مطالعات میدانی در سال ۲۰۰۷ میلادی نشان می‌دهد که خانواده‌های تهرانی مایل هستند که ماهیانه به‌طور متوسط حدود ۳۸ دلار جهت ایجاد چنین سامانه‌ای هزینه کنند! آخرین زمین‌لرزه شدید و قابل توجه در تهران، به بزرگی ۷٫۲ ریشتر، در سال ۱۸۳۰ میلادی بوقوع پیوست.

### چالش‌ها و مشکلات عملی پیاده‌سازی

نمودار ورونی ایستگاه‌های فعال موقعیت مرکز زمین‌لرزه را محدود می‌کند. سلول ورونی هر ایستگاه مجموعه‌ای از همهٔ نقاطی است که به آن ایستگاه (نسبت به ایستگاه‌های دیگر) نزدیکتر هستند.. تشخیص موج اولیه در یک ایستگاه، به معنای آن است که مرکز آن (زلزله مورد نظر) در سلول ورونی ایستگاه قرار دارد. هرچه تعداد و چگالی استقرار ایستگاه‌ها بیشتر باشد، سلول‌های ورونی کوچکتر بوده و موقعیت مرکز زمین‌لرزه، بهتر و با دقت بیشتر تشخیص داده می‌شود.

یکی از چالش‌ها اساسی در پیاده‌سازی سامانهٔ هشدار زودهنگام زلزله، توسعه الگوریتم‌های بی‌درنگ برای تخمین سریع ویژگی‌های مرکز زمین‌لرزه و برآورد کردن قابلیت اعتماد به این تخمین است. این مشکلات شامل تشخیص بی‌درنگ زمان، مکان و شدت زلزله و نقشه‌برداری از گسل می‌باشد. همراه با توسعه الگوریتم‌های بی‌درنگ مناسب، ضروری است که سامانه‌ای جهت پخش سریع اطلاعات مربوط به زلزله به عموم مردم، مدیران، احزاب مدنی، سیاسی، رسانه‌ای و علمی نیز فراهم شود. همچنین زلزله‌شناس مجازی که به صورت خودکار شروع به تحلیل، برآورد و کاهش عدم قطعیت داده‌های موجود می‌کند اهمیت ویژه‌ای برای اتخاذ تصمیم و برنامه‌ریزی اورژانسی دارد.
یکی دیگر از مهم‌ترین مشکلات پیاده‌سازی سامانه‌های هشدار این است که در یک منطقه جغرافیایی گسترده، نیاز به توزیع حسگرهای زیادی دارد.
به عنوان مثال، ژاپن از ۱۰۰۰ حسگر که در درون زمین قرار داده شده‌اند، استفاده می‌کند. هرچه تعداد حسگرها بیشتر باشد، منجر به محاسبه دقیق تر کانون زمین‌لرزه و قدرت آن خواهد شد. ضمناً درصد قطعیت و میزان اطمینان، برای صدور اخطار احتمالی را بالا می‌برد. جهت غالب آمدن بر این مشکل، برخی از محققان جهت تشخیص حضورموج پی، پیشنهاد بهره‌برداری از حسگرهای رایانه‌های لپ‌تاپ را داده‌اند (درون لپ‌تاپ‌ها، حسگرهای لرزش وجود دارد). اگر چه حسگرهای لپ‌تاپ بسیار حساس نیستند، اما استفاده از تعداد زیادی از آن‌ها ممکن است اطلاعات با ارزشی را فراهم کند. اما این سؤال مطرح می‌شود که چگونه تعداد زیادی لپ‌تاپ را در یک شبکه به صورت هماهنگ به یکدیگر متصل کنیم؟ این مسئله در حال حاضر، موضوع پژوهش محققان می‌باشد.
مشکلی که در پیاده‌سازی عملی این سامانه‌ها در ایالات متحده آمریکا وجود دارد این است که علی‌رغم طراحی و تست سامانهٔ هشدار توسط گروهی از پژوهشگران در دانشگاه‌های ایالت کالیفرنیا، دولت آمریکا (و یا مقامات ایالتی) انگیزهٔ کافی برای ایجاد مرکزی جهت هشدار دادن به مردم ندارند. زیرا در سال‌های اخیر، زلزلهٔ بزرگی در آمریکا اتفاق نیفتاده‌است.

### هزینه اقتصادی
یکی از اشکالات سامانهٔ هشدار زمین‌لرزه، هزینه‌های اولیه و مخارج بالای نگهداری می‌باشد. ضرورت داشتن قابلیت اطمینان و دقت بالا، حساسیت، تجدیدپذیری، آزمایش پذیری، و همچنین تعمیر و نگهداری تجهیزات، هزینه‌های اقتصادی زیادی را تحمیل می‌کند. به‌علاوه سامانه باید از دانسته‌های فعلی در زمینهٔ زمین‌ساخت(تکتونیک) منطقه‌ای استفاده جسته و بر این دانسته‌ها بیفزاید. همچنین مقیاس پیاده‌سازی این سامانه نیز بر هزینه آن تأثیرگذار خواهد بود؛ هر چه منطقهٔ پوشش داده شده بزرگتر باشد، هزینه بیشتر خواهد بود.
با این حال، پیاده‌سازی این سامانه، نیازمند تعیین منافع اقتصادی و مقایسهٔ آن با هزینهٔ طرح است تا مشخص شود که آیا سرمایه‌گذاری در آن مقرون به صرفه می‌باشد یا خیر. به‌طور کلی، پشتیبانی محلی از طرح، به عوامل مختلفی بستگی دارد: خطر (یا ادراک خطر) وقوع یک زلزلهٔ بزرگ، میزان جدی بودن این خطر، تأثیر روش‌های مقابلهٔ موجود با خسارات (به عنوان مثال: میزان اصولی بودن ساختمان سازی، در رابطه با ساختمان‌های موجود)، منفعت سامانه با توجه به کوتاه بودن زمان هشدار پیش از زمین‌لرزه، و هزینهٔ ناشی از موارد هشدار اشتباه سامانه. در ژاپن بیش از ۶۰ درصد مردم خواستار نصب و راه‌اندازی سامانهٔ هشدار بوده و بیش از ۸۰ درصد مردم، درجه‌ای از اعتماد به عملکرد سامانه داشتند.
از طرف دیگر امید می‌رود که نسل جدید سامانهٔ هشدار، هزینه اقتصادی کمتری داشته و پیاده‌سازی آن‌ها آسان تر باشد.

## دورنما
ممکن است نسل جدیدی از سامانه‌های هشدار مبتنی بر ماهواره در آینده ساخته شوند (طرح را در  ببینید). در حال حاضر از ماهواره تنها جهت بررسی زلزله، پس از وقوع آن استفاده می‌شود. امید می‌رود که نسل جدید سامانه‌ها، اقتصادی تر باشند.
هارتمن و لوی بیش از ۲۰۰ پیشنهاد به منظور بهبود روش‌های پیش‌بینی زلزله را مرور کرده‌اند؛ اما وقوع زمین‌لرزه حاصل فرایندهای بسیار پیچیده و تعامل عوامل متعدد است. بحث‌های دانشگاهی در مورد نحوهٔ پیش‌بینی زلزله، به نتیجه‌ای مشخص نرسیده‌است.
صفحات زیر پوستهٔ زمین (صفحات لیتوسفری)، به مانند شیشهٔ ترک خورده و شکستهٔ اتومبیلی می‌ماند که در اثر فشار، به‌طور مداوم در حال افزایش طول ترک و انشعاب شاخه‌های آن است. هستهٔ جامد مرکزی زمین، هستهٔ بیرونی (که تقریباً سیال است)، گوشته و پوستهٔ (داخلی و خارجی) زمین، مجموعاً به صورت یک سیستم فعال، مدام در حال جنبش و دگرگونی است. تأثیر این عوامل و پاره‌ای دیگر از عوامل داخلی و حتی خارجی، عمل پیش‌بینی زلزله را بسیار دشوار می‌سازد.

### استفاده از حیوانات

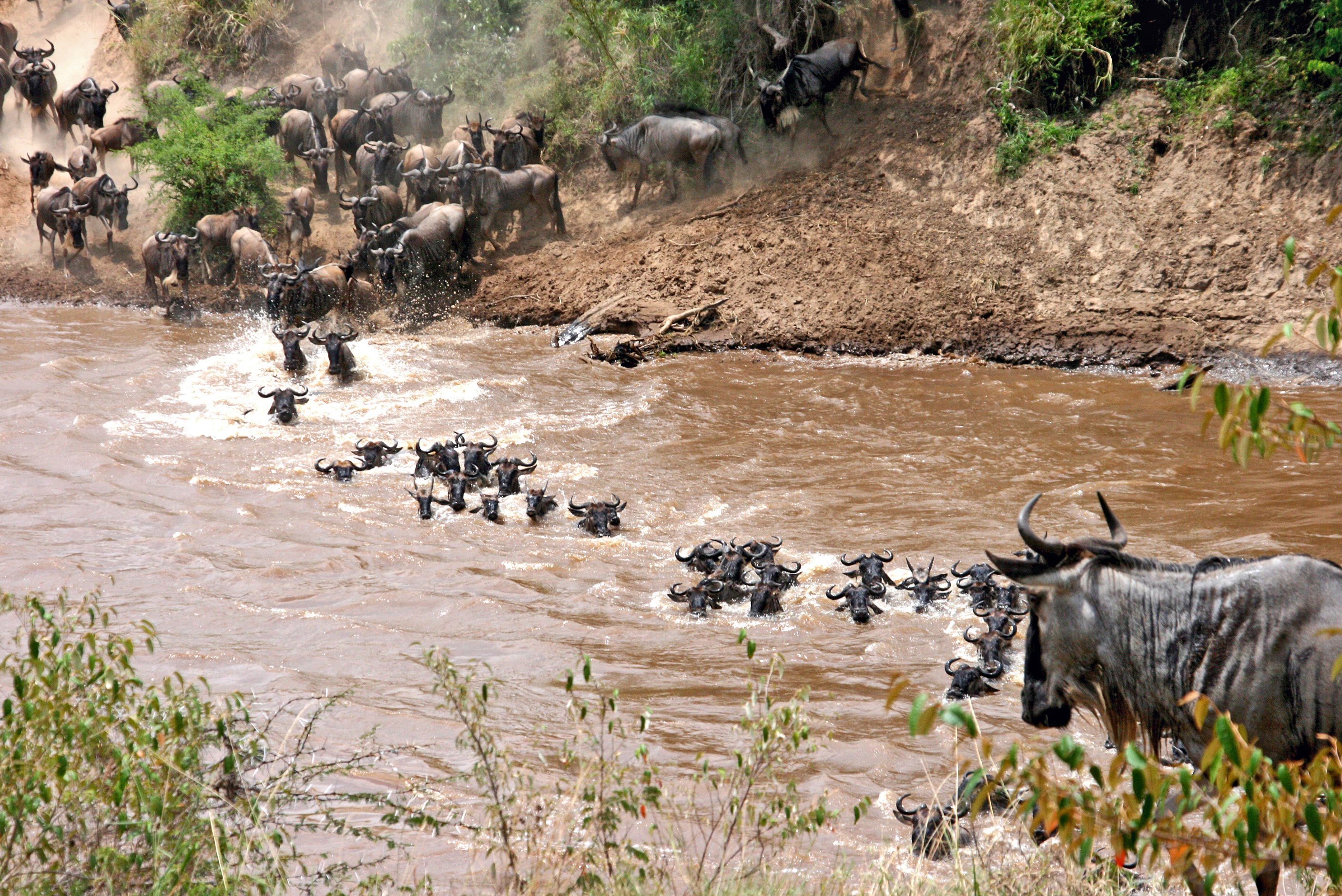
تصویری از مهاجرت حیوانات. گزارش‌های زیادی مبنی بر مهاجرت یا بی‌قراری حیوانات در هنگام زلزله وجود دارد اما مطالعات محققان آمریکایی، چینی و ژاپنی تا به امروز هیچ مدرک قانع‌کننده‌ای مبنی بر قابلیت حیوانات در پیش‌بینی زلزله ارائه نکرده‌است.

داده‌های آماری و گزارش‌های متعددی نشان می‌دهند که حیوانات بسیار زودتر از انسان‌ها می‌توانند زلزله را تشخیص بدهند. یک دلیل آن ممکن است توانایی شنوایی آن‌ها باشد که فرکانس‌های پایین‌تری را می‌تواند بشنود. در این میان فیل‌ها حتی فرکانس‌های ۵-۱۰ هرتز را می‌شنوند. بجز فیل‌ها، گزارش‌هایی نیز وجود دارد مبنی بر اینکه حیوانات دیگری مانند سگ، جوجه، زنبور، موش و مار، نزدیک بودن زلزله را درک نموده و رفتارهای عجیب از خود بروز می‌دهند. قدیمی‌ترین گزارش‌ها مربوط به سال ۳۷۳ قبل از میلاد است که بر اساس آن، موش‌ها و مارها پیش از وقوع یک زلزله در یونان، لانه‌های خود راترک کردند.
گوش انسان، اصوات با فرکانس ۲۰ تا ۲۰۰۰۰هرتز را می‌شنود (فرکانس ۲۰هرتز، آستانه شنوائی و ۲۰۰۰۰هرتز، آستانه دردناکی گوش انسان است). امواج زلزله در حین عبور از پوستهٔ خارجی زمین و وارد شدن به اتمسفر (محیطی با چگالی متفاوت) بخشی از آن، به امواج صوتی با فرکانس پائین تبدیل می‌شود. تحقیقات نشان داده است که گوش اغلب حیوانات، امواج زیر۲۰هرتز را نیز دریافت می‌کند. شاید حیوانات در لحظهٔ پیش از بروز زمین‌لرزه، ندانند که چه اتفاقی در شرف وقوع است، ولی دریافت امواج مادون صوت، آن‌ها را تهییج و هراسان نموده و بر اساس غریزه، رفتارهائی از قبیل رمیدن و به دندان گرفتن فرزندانشان را شاهد خواهیم بود.
در مورد اینکه آیا رفتار حیوانات می‌تواند به پیش‌بینی زلزله کمک کند، محققان آمریکایی در دههٔ ۱۹۷۰ تحقیقاتی را انجام دادند. اما این تحقیقات هیچ مدرکی مبنی بر اینکه این حیوانات می‌توانند زلزله را پیش‌بینی کنند به دست ندادند. پژوهشگران چینی و ژاپنی تحقیقات در این زمینه را ادامه دادند، اما تا به امروز هیچ مدرک قانع‌کننده‌ای مبنی بر قابلیت حیوانات در پیش‌بینی زمین‌لرزه پیدا نکرده‌اند. ممکن است که دلیل وجود این تعداد زیاد از گزارش‌ها این باشد که: افراد این گزارش‌ها را پس از وقوع زلزله ذکر می‌کردند. حیوانات به دلائل زیادی می‌توانند رفتارهای مضطربانه از خود نشان دهند و شاید انسان‌ها، تنها زمانی این رفتارهای عجیب حیوانات را به‌خاطر می‌آورند که پس از آن، زلزله‌ای رخ داده باشد. علی‌رغم نبود شواهد قوی، نمی‌توان منکر آن شد که برخی از حیوانات قابلیت‌های حسی خارق العاده دارند. ژوزف کیرسچوینک در مقاله‌ای به این موضوع پرداخته است. استدلال او چنین است: امکان دارد تکامل، به حیوانات قابلیت پیش‌بینی زلزله را داده باشد.
در هر حال، مقولهٔ زمین‌لرزه، علت بروز آن (با توجه به عوامل و پارامترهای متعدد در درون و حتی بیرون از زمین)، پیش‌بینی زلزله، ابزارها و تکنولوژی‌های مرتبط با هشدار و حتی مدیریت بحران پس از وقوع حادثه، همگی در ردهٔ مباحث بسیار مهم و پر انشعاب قرار داشته و باید با توجه به سنین و میزان درک و نیاز مخاطبین، مقالات لازم تهیه و درج گردد.

## برابرهای انگلیسی
1. ↑  J.D. Cooper
2. ↑  San Francisco Daily Evening Bulletin
3. ↑  UrEDAS or Urgent Earthquake Detection and Alarm System
4. ↑  Compact UrEDAS
5. ↑  FREQL or Fast Response Equipment against Quake Load
6. ↑  Front-detection system
7. ↑  On-site system
8. ↑  False alarm
9. ↑  Missed alarm